# ケプラー1121b
ケプラー1121b（英語: Kepler-1121b）は、地球から約1760光年離れた位置にある恒星ケプラー1121を公転している太陽系外惑星である。2016年にケプラー宇宙望遠鏡の観測によって発見された。地球の1.91倍の半径を持ち、恒星の周りを約13日で公転しているとされている。
| 海王星 | ケプラー1121b |
| ------ | ------------- |
| 海王星 | Exoplanet     |